# Kirin Chavanwong
Kirin Chavanwong, conosciuto anche come Kirindr Chatvalwong (in thailandese กิรินทร์ ชวาลย์วงศ์; 1931), è un ex cestista thailandese.

## Carriera
Con Thailandia ha disputato i Giochi olimpici di Melbourne 1956.